# Ronald Weigel
Ronald Weigel (ur. 8 sierpnia 1959 w Hildburghausen) – niemiecki lekkoatleta chodziarz startujący do 1990 w barwach NRD, a później zjednoczonych Niemiec, medalista olimpijski i mistrz świata.
Pierwszy sukces międzynarodowy odniósł na mistrzostwach Europy juniorów w 1977 w Doniecku, gdzie zdobył srebrny medal w chodzie na 10 000 metrów. W Pucharze Świata w chodzie w 1979 w Eschborn zajął 11. miejsce w chodzie na 20 kilometrów. Nie ukończył chodu na 50 kilometrów w Pucharze Świata w chodzie w 1981 w Walencji.
Na pierwszych mistrzostwach świata w 1983 w Helsinkach zwyciężył w chodzie na 50 kilometrów. 20 lipca 1984 w Berlinie ustanowił najlepszy wynik na świecie czasem 3:38:31, który poprawił 25 maja 1986 w Poczdamie na 3:38:17. Z powodu bojkotu przez NRD nie wziął udziału w igrzyskach olimpijskich w 1984 w Los Angeles. Nie ukończył chodu na 50 km w Pucharze Świata w chodzie w 1985 w St. John's, a podczas mistrzostw Europy w 1986 w Stuttgarcie został na tym dystansie zdyskwalifikowany.
Zdobył srebrny medal w chodzie na 5000 metrów na halowych mistrzostwach Europy w 1987 w Liévin. Zwyciężył na 50 km w Pucharze Świata w chodzie w 1987 w Nowym Jorku, a na mistrzostwach świata w 1987 w Rzymie zajął 2. miejsce na tym dystansie.
Na igrzyskach olimpijskich w 1988 w Seulu Weigel zdobył dwa srebrne medale w chodzie na 20 km i na 50 km. Zajął 27. miejsce w chodzie na 20 km w Pucharze Świata w chodzie w 1989 w L'Hospitalet. Na mistrzostwach Europy w 1990 w Splicie zajął 9. miejsce w chodzie na 50 km.
Od 1991 Weigel startował w reprezentacji zjednoczonych Niemiec. Na halowych mistrzostwach świata w 1991 w Sewilli zajął 9. miejsce w chodzie na 5000 m. Zdobył 3. miejsce w chodzie na 50 km w Pucharze Świata w chodzie w 1991 w San Jose. Na mistrzostwach świata w 1991 w Tokio zajął 16. miejsce w chodzie na 20 km, a chodu na 50 km nie ukończył. Zajął 4. miejsce w chodzie na 5000 m na halowych mistrzostwach Europy w 1992 w Genui.
Weigel zdobył brązowy medal w chodzie na 50 km na igrzyskach olimpijskich w 1992 w Barcelonie. Na halowych mistrzostwach świata w 1993 w Toronto zajął 5. miejsce w chodzie na 5000 m. Nie ukończył chodu na 50 km na mistrzostwach świata w 1993 w Stuttgarcie. Zdobył srebrny medal w chodzie na 5000 m na halowych mistrzostwach Europy w 1994 w Paryżu. Nie ukończył chodu na 20 km na mistrzostwach Europy w 1994 w Helsinkach. Zajął dopiero 58. miejsce w chodzie na 50 km w Pucharze Świata w chodzie w 1995 w Pekinie. Na mistrzostwach świata w 1995 w Göteborgu został zdyskwalifikowany w chodzie na 50 km. Jego ostatnią dużą imprezą były igrzyska olimpijskie w 1996 w Atlancie, na których startował w chodzie na 50 km, ale go nie ukończył.
Weigel był mistrzem NRD na w chodzie 20 km w 1984, 1988 i 1989, wicemistrzem w 1986 oraz brązowym medalistą w 1981 i 1987. W chodzie na 50 km był mistrzem NRD w 1983, 1985 i 1988. Był również wicemistrzem Niemiec w chodzie na 20 km w 1991 i brązowym medalistą w 1994, a w chodzie na 50 km mistrzem w 1991, 1992, 1994 i 1996 i wicemistrzem w 1995.
Startował w klubie ASK Vorwärts Potsdam, a po zjednoczeniu OSC Potsdam i LAC Halensee. Był współpracownikiem Stasi, co dobrowolnie ujawnił po zjednoczeniu Niemiec. W 1997 został trenerem chodziarskim reprezentacji Australii; trenował m.in. Nathana Deakesa. Od 2004 jest trenerem reprezentacji Niemiec w chodzie.